# Stadtschloss Treuchtlingen

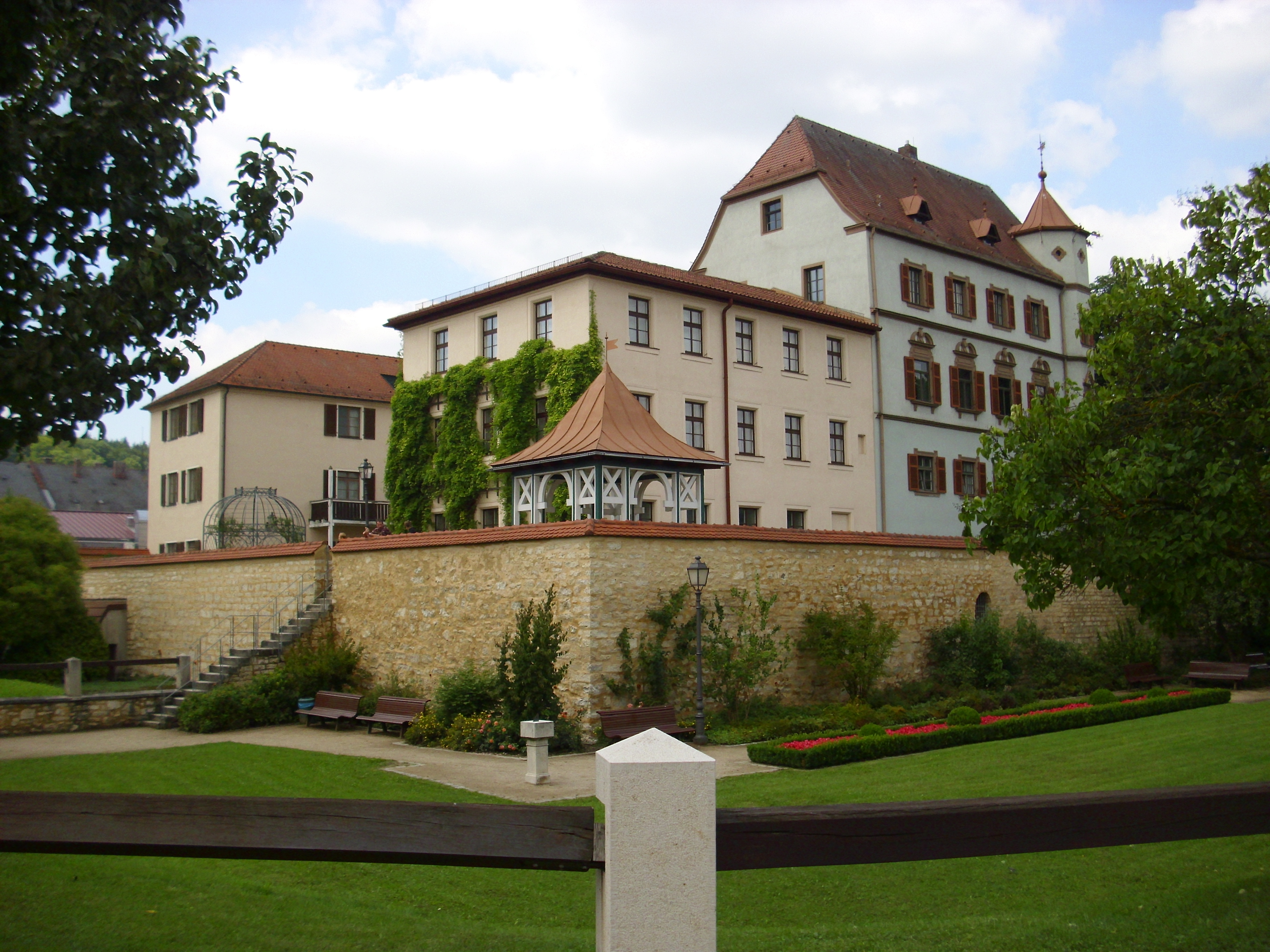
Das Stadtschloss

Das Stadtschloss Treuchtlingen ist ein Renaissanceschloss in Treuchtlingen im mittelfränkischen Landkreis Weißenburg-Gunzenhausen. Das Stadtschloss wird historisch auch als Niedere Veste bezeichnet, in Anlehnung an die weiter oberhalb gelegene Obere Veste. Das Gebäude ist unter der Denkmalnummer D-5-77-173-23 als Baudenkmal in die Bayerische Denkmalliste eingetragen. Die Adresse lautet Heinrich-Aurnhammer-Straße 3 und 5. Das Schloss ist das Geburtshaus von Gottfried Heinrich zu Pappenheim, einem Reitergeneral des Dreißigjährigen Kriegs. Auf ihn wird das Zitat aus dem Drama Wallensteins Tod von Friedrich von Schiller gemünzt: „Daran erkenn’ ich meine Pappenheimer“.

## Geschichte
1447 wurde das Schloss, welches vermutlich aus einer Turmhügelburg hervorging, von Georg zu Pappenheim gekauft. Das Gebäude ist 1575 durch Veit zu Pappenheim umgebaut worden. Am 29. Mai 1594 wurde hier sein Sohn Gottfried Heinrich zu Pappenheim geboren. 1647 erwarb Albrecht II. vom Fürstentum Ansbach, nach anderer Zählung auch Albrecht V., für seinen Sohn Albrecht Ernst das Schloss. Karl Alexander von Brandenburg-Ansbach verkaufte das Gebäude 1791 an Friedrich Wilhelm III. von Preußen. Das Schloss wurde Sitz eines preußischen Verwaltungsamtes. 1798 ersteigerte Johann Caspar Aurnhammer von der Königlich preußisch-brandenburgischen Domänenkammer in Ansbach das einsturzgefährdete Schloss, wodurch es bis 1926 der Sitz des Familienunternehmens Leonischen Tressen- und Seidenmanufaktur wurde. 1885 wurde das Gebäude im Inneren verändert. 1979 verkaufte die Familie Aurnhammer das Schloss zu einem Teil an die Stadt Treuchtlingen, zum anderen Teil an die Brauerei Schäff.
Im Stadtschloss können heute die Aurnhammer-Sammlung und ein Posamentenmuseum besichtigt werden. Ferner befinden sich im Bauwerk seit 1983/84 die Kur- und Touristinformation, zeitweise ein „Haus des Gastes“ sowie die Informationszentren Altmühltal und Geopark Ries.

## Baubeschreibung
Das ehemalige Wasserschloss ist eine Vierflügelanlage mit Innenhof im Stile der Renaissance. Der Ostflügel ist viergeschossig und hat einen Satteldach und einen Erkerturm. Der Nordflügel ist hingegen dreigeschossig, hat ein flaches Walmdach und ist im Kern des Erdgeschosses aus dem 16. Jahrhundert, während seine Obergeschosse von 1842 sind und die Fassade 1935 vereinfacht wurde. Der Ostflügel ist ebenfalls dreigeschossig und wurde 1852 errichtet. Der Südflügel wurde 1872 neuaufgebaut. Die Tordurchfahrt besteht aus einem Portal. Ferner sind noch Futtermauern, Basteitürme und Teile der Befestigungsmauer erhalten. Im Inneren befinden sich wertvolle Stuck- und Renaissancedecken sowie mehrere historische Kachelöfen.
Im ehemaligen Schlossgraben steht eine Statue von Gottfried Heinrich von Pappenheim. Vermutlich aus Dank für seine Genesung oder für seine Regimentsverleihung und Beförderung zum Oberst stellte von Pappenheim das sogenannte Pappenheimer Kreuz auf, ein denkmalgeschütztes Steinkreuz aus dem Jahre 1620. Das Original wird heute im Schloss aufbewahrt, während sich ein Abguss im Stadtpark von Treuchtlingen befindet.

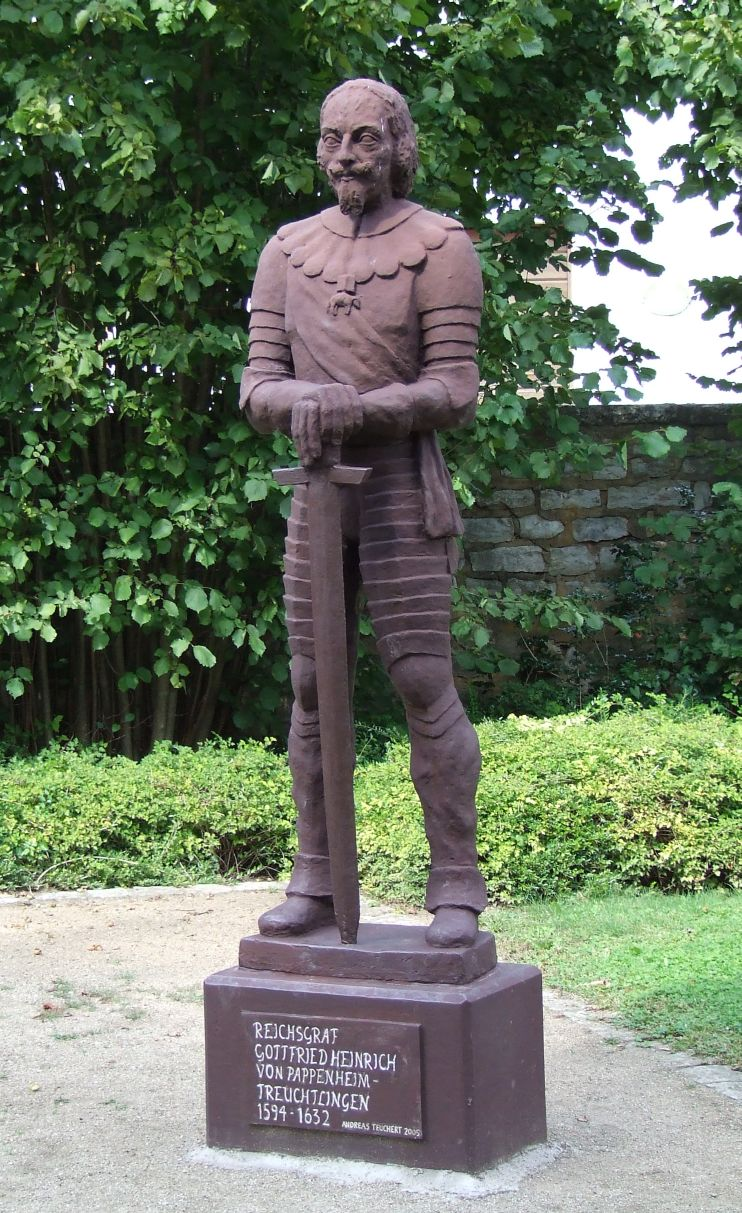
Statue von Gottfried Heinrich zu Pappenheim im Burggraben
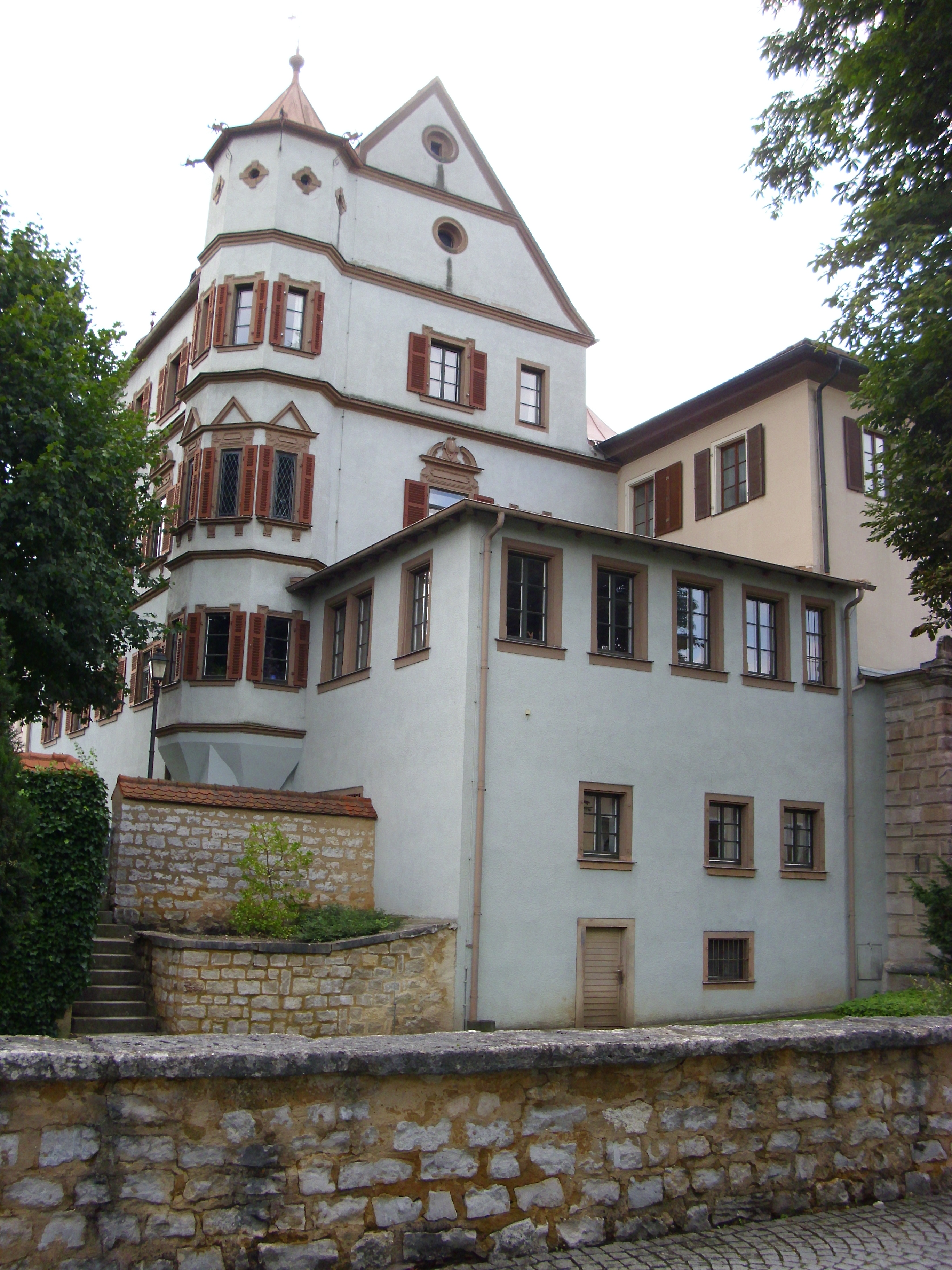
Der nordöstliche Schlossteil
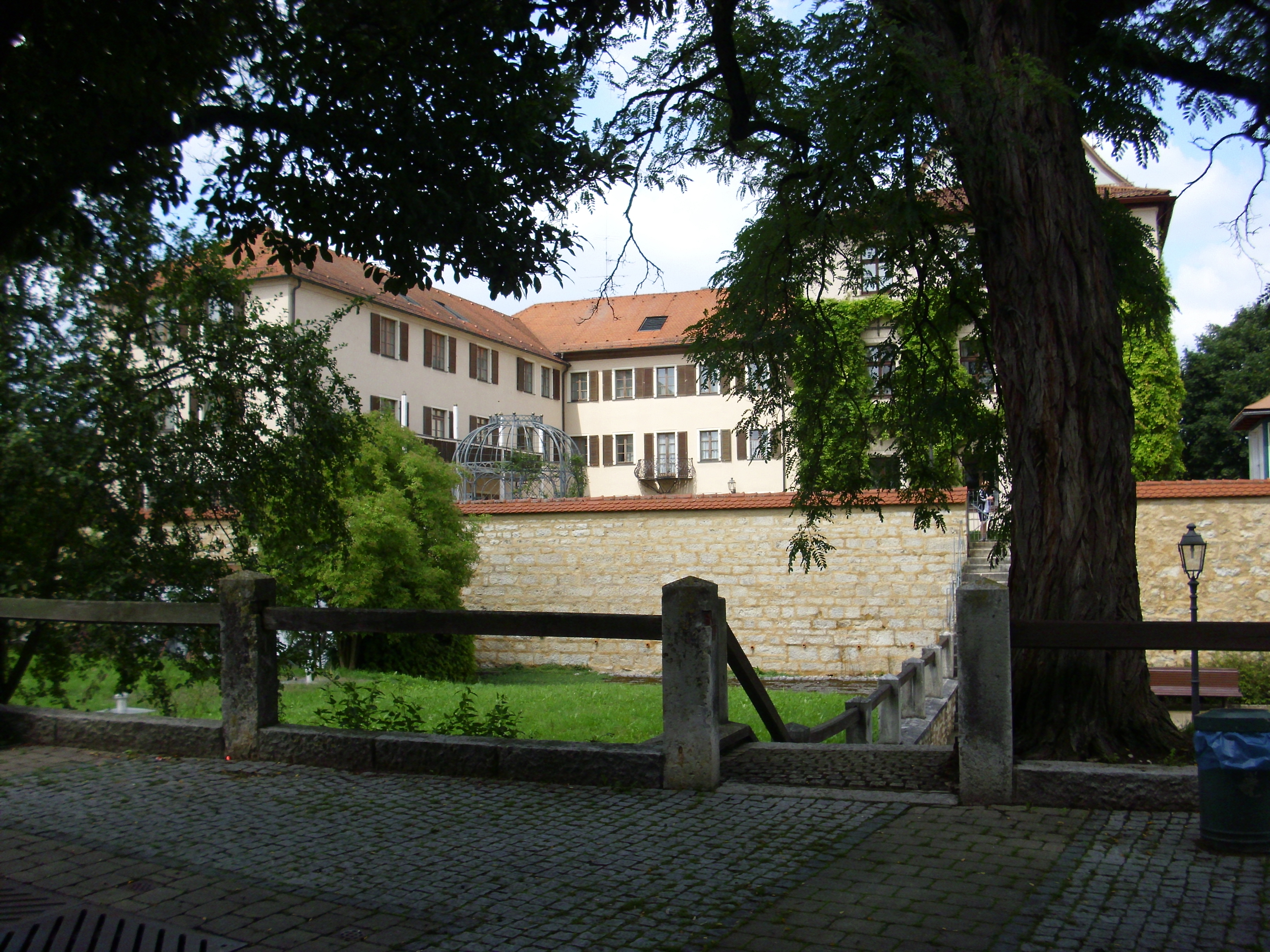
Südansicht des Stadtschlosses
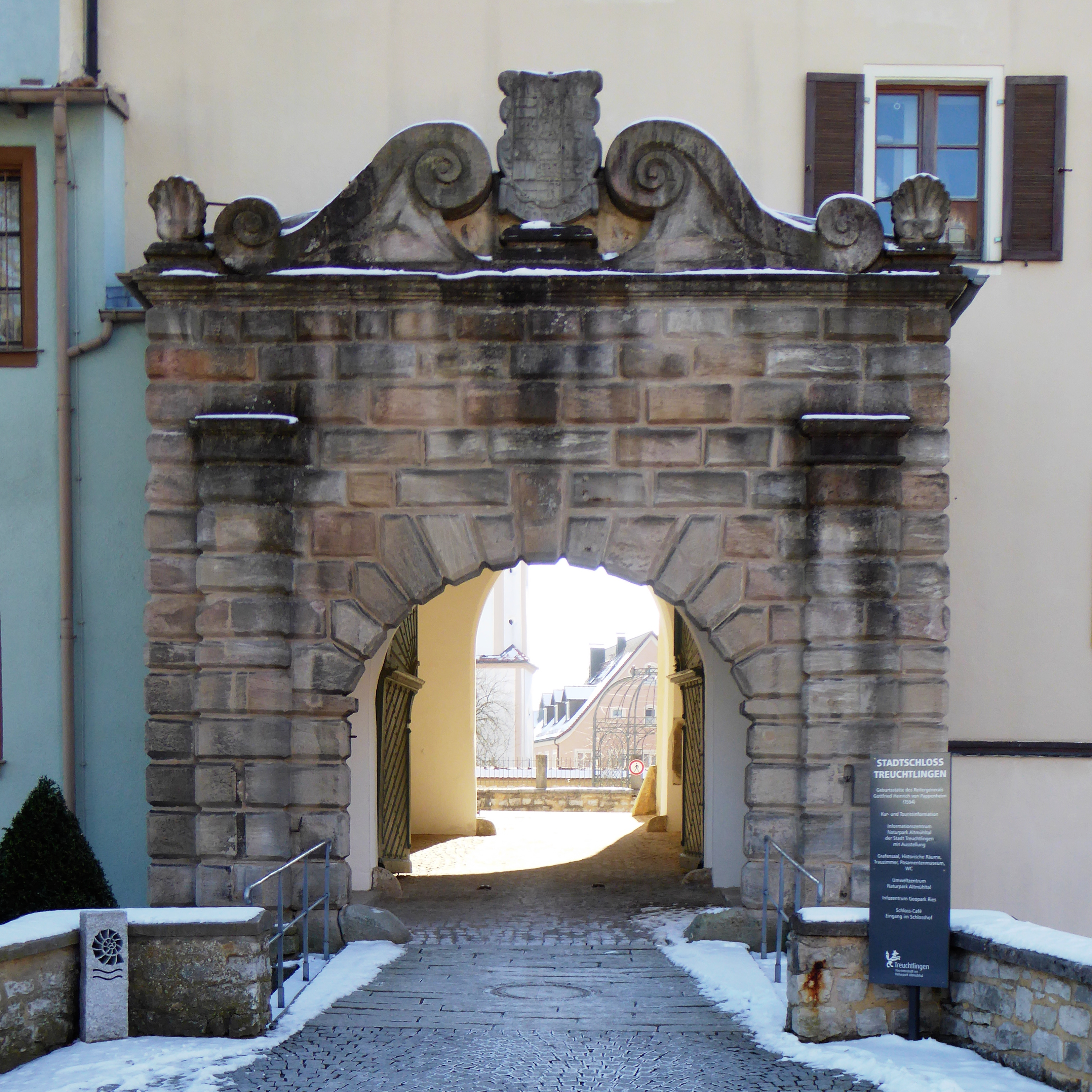
Tordurchfahrt
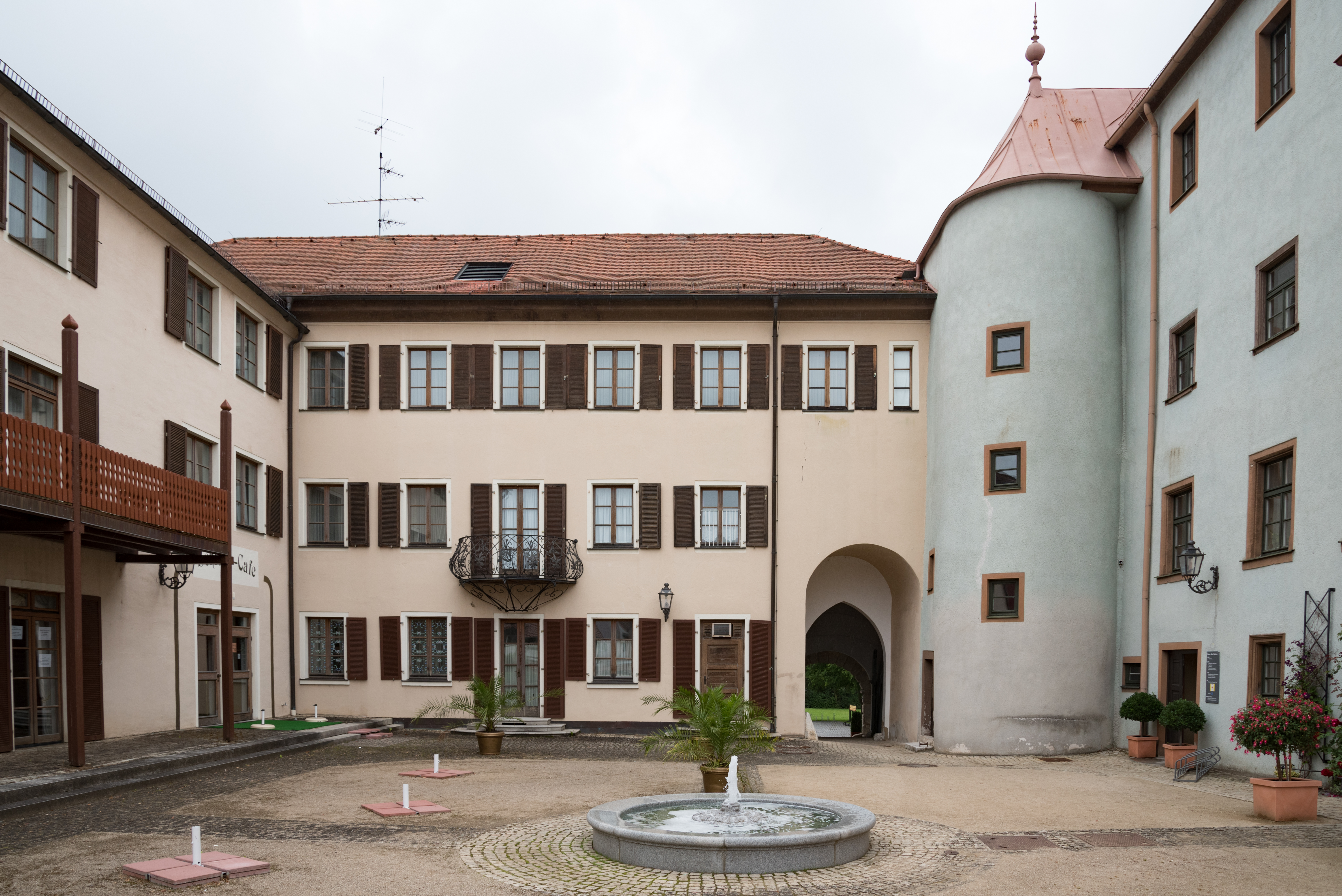
Innenhof
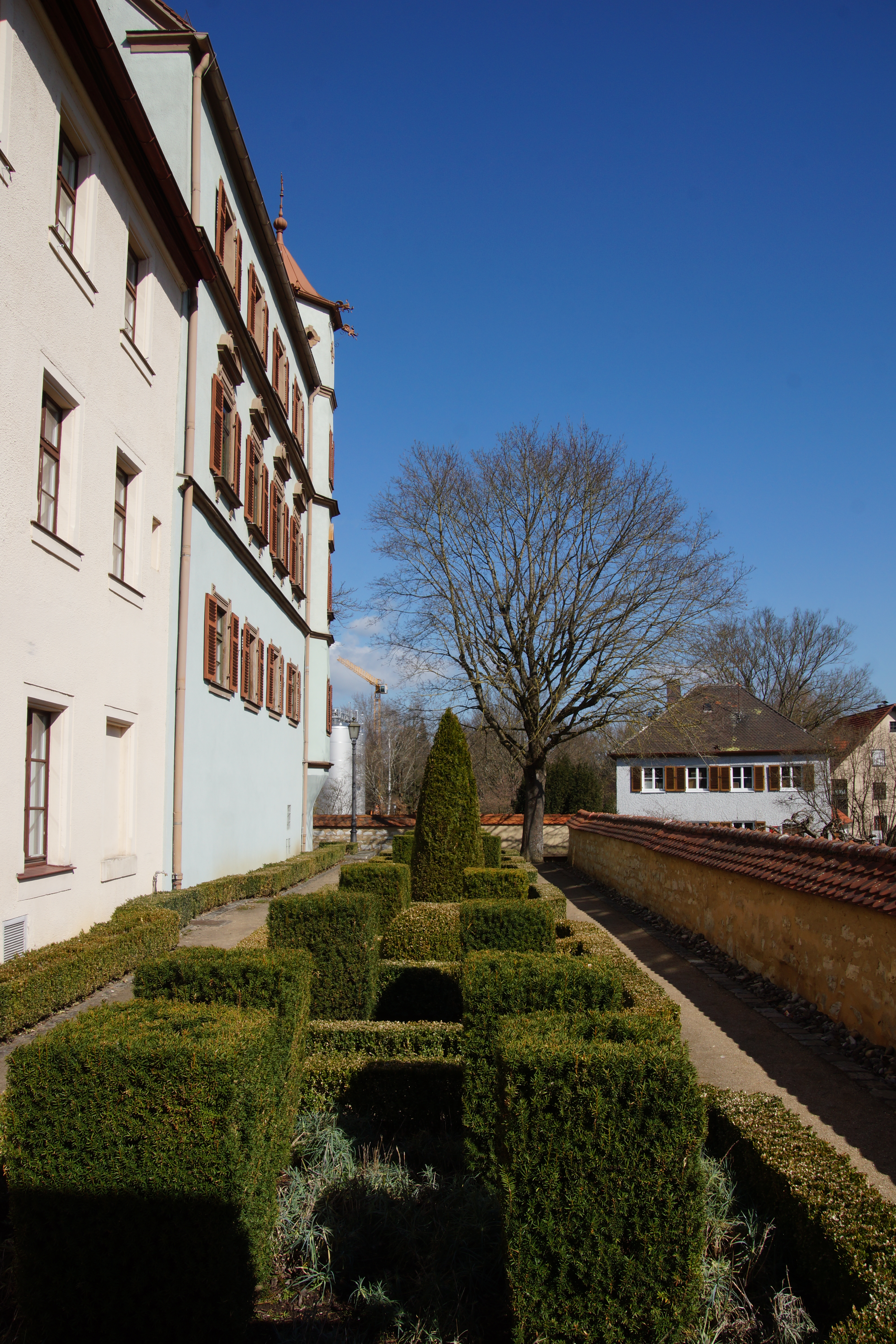
Das Schloss ist in eine Gartenanlage eingebettet